# Liste des joueuses du C' Chartres basket féminin
Joueurs professionnels notables
Statut des joueurs
La Liste des joueuses du C' Chartres basket féminin comprend tous les effectifs de l'équipe fanion depuis la montée du club en Ligue féminine 2 en 2013 ainsi qu'une liste non-exhaustive d'anciennes joueuses.

## Liste des joueuses
| Liste des joueuses du C' Chartres basket féminin | Liste des joueuses du C' Chartres basket féminin | Liste des joueuses du C' Chartres basket féminin | Liste des joueuses du C' Chartres basket féminin | Liste des joueuses du C' Chartres basket féminin |
| Nom                                              | Poste                                            | Nationalité                                      | Arrivée                                          | Départ                                           |
| ------------------------------------------------ | ------------------------------------------------ | ------------------------------------------------ | ------------------------------------------------ | ------------------------------------------------ |
| Magdalena Anielak                                |                                                  | Polonaise                                        | 2005                                             | 2012                                             |
| Lisa Bacconnier                                  | meneuse                                          | Française                                        | 2012                                             | 2014                                             |
| Shauna Beaubrun                                  | ailière                                          | Française                                        | 2018                                             | 2019                                             |
| Géraldine Bertal                                 |                                                  | Française                                        | 1995                                             | 1997                                             |
| Julia Borde                                      | ailière                                          | Française                                        | 2014                                             | 2015                                             |
| Vélia Bosch                                      |                                                  | Française                                        | 2007                                             | 2010                                             |
| Marine Boureaud                                  |                                                  | Française                                        |                                                  | 2014                                             |
| Leeza Burdgess                                   | pivot                                            | Américaine                                       | 2019                                             | 2020                                             |
| Amandine Chéron                                  | ailière                                          | Française                                        | 2004                                             | 2015                                             |
| Camille Cirgue                                   | ailière forte                                    | Française                                        | 2016                                             | 2017                                             |
| Rosalie-Marie Ciss                               | pivot                                            | Française                                        | 2012                                             | 2015                                             |
| Tiffany Clarke                                   | ailière                                          | Américaine                                       | 2016                                             | 2018                                             |
| Mathilde Combes                                  | ailière                                          | Française                                        | 2015                                             | 2019                                             |
| Manon Coquelin                                   | arrière                                          | Française                                        | 2018                                             | 2019                                             |
| Céline Coulomb                                   |                                                  | Française                                        |                                                  | 2006                                             |
| Stéphanie Courteaux                              |                                                  | Française                                        | 2002                                             | 2013                                             |
| Agata Curyl                                      |                                                  | Française                                        | 2002                                             | 2006                                             |
| Karolina Cybulska                                |                                                  | Polonaise                                        | 2003                                             | 2005                                             |
| Nathalie Derolez                                 |                                                  | Française                                        | 2000                                             | 2008                                             |
| Mélanie Devaux                                   | meneuse                                          | Française                                        | 2016                                             | 2017                                             |
| Assetou Diarra                                   | pivot                                            | Française                                        | 2013                                             | 2015                                             |
| Elisa Diatta                                     |                                                  | Française                                        | 2004                                             | 2007                                             |
| Mélissa Diawakana                                | meneuse                                          | Française                                        | 2014                                             | 2015                                             |
| Morgiane Eustache                                | pivot / ailière forte                            | Française                                        | 2013                                             | 2014                                             |
| Clara Frammery                                   |                                                  | Française                                        |                                                  |                                                  |
| Touty Gandega                                    | arrière                                          | Franco-malienne                                  | 2017                                             | 2018                                             |
| Serena Gassia                                    | pivot / ailière forte                            | Française                                        |                                                  |                                                  |
| Swanne Gauthier                                  | arrière                                          | Française                                        | 2012                                             | 2018                                             |
| Lindsay Gonzalez                                 | ailière                                          | Française                                        | 2013                                             | 2014                                             |
| Mariesa Greene                                   | ailière                                          | Américaine                                       |                                                  |                                                  |
| Victoria Harrod                                  |                                                  | Canadienne                                       | 2004                                             | 2006                                             |
| Lucille Herault                                  |                                                  | Française                                        | 2005                                             | 2014                                             |
| Kasya Kieda                                      |                                                  | Polonaise                                        | années 2000                                      | années 2000                                      |
| Inga Kvasnika                                    | pivot                                            | Lituanienne ou Lettonne                          |                                                  | 2012                                             |
| Alexia Lacaule                                   | meneuse                                          | Française                                        | 2016                                             | 2017                                             |
| Noémie Lemaire                                   | ailière                                          | Française                                        | 2012                                             | 2015                                             |
| Mathilde Letoret                                 | ailière                                          | Française                                        | 2013                                             | 2015                                             |
| Celine Lix                                       | arrière                                          | Française                                        |                                                  | 2013                                             |
| Penda Ly                                         | ailière                                          | Française                                        | 2014                                             | 2015                                             |
| Milena Marjanovic                                | pivot                                            | Serbe                                            | 2016                                             | 2018                                             |
| Julie Mathieux                                   |                                                  | Française                                        | 2005                                             | 2014                                             |
| Magali Mendy                                     | arrière                                          | Française                                        | 2013                                             | 2017                                             |
| Leah Metcalf                                     | arrière                                          | Américaine                                       | 2018                                             | 2019                                             |
| Magali Meurkens                                  | pivot                                            | Française                                        |                                                  | 2006                                             |
| Stephanie Meurkens                               | pivot / ailière forte                            | Française                                        |                                                  | 2006                                             |
| Catherine Mosengo-Masa                           | pivot                                            | Française                                        | 2018                                             | 2019                                             |
| Alice Nayo                                       | ailière forte                                    | Française                                        | 2017                                             | 2019                                             |
| Amina Njonkou                                    | pivot                                            | Camerounaise                                     | 2018                                             | 2019                                             |
| Philomene Nke                                    |                                                  | Camerounaise                                     |                                                  | 2013                                             |
| Mathilde Peyregne                                | meneuse                                          | Française                                        | 2019                                             | 2020                                             |
| Simona Podesvová                                 | ailière                                          | Slovaque                                         |                                                  |                                                  |
| Emily Prugnieres                                 | ailière                                          | Française                                        | 2018                                             | 2020                                             |
| Jana Rannaveski                                  | ailière                                          | Estonienne                                       |                                                  | 2013                                             |
| Audrey Ribault                                   |                                                  | Française                                        |                                                  | 2005                                             |
| Alexia Ros                                       | arrière                                          | Française                                        | 2007                                             | 2013                                             |
| Marie-Sadio Rosche                               | pivot                                            | Américano-sénégalaise                            | 2013                                             | 2015                                             |
| Axelle Rousseau                                  | ailière                                          | Française                                        | 2017                                             | 2018                                             |
| Awa Sissoko                                      | arrière                                          | Française                                        | 2015                                             | 2016                                             |
| Minna Sten                                       | ailière                                          | Finlandaise                                      | 2016                                             | 2017                                             |
| Assetou Traore                                   | ailière                                          | Franco-malienne                                  | 2019                                             | 2020                                             |
| Hristina Tyutyndzhieva                           | pivot                                            | Bulgare                                          | 2016                                             | 2017                                             |
| Rejane Verin                                     | ailière                                          | Française                                        | 2018                                             | 2018                                             |
| Sylvie Volpi                                     |                                                  | Française                                        | 1998                                             | 2007                                             |

## Effectif par saison
Les âges sont comptés au 1er août du début de chaque saison.

### Saison 2013-2014
Pour les joueuses marquées nées les 1er janvier, seules les années de naissance sont correctes.

### Saison 2014-2015
L'effectif compte dix joueuses professionnelles plus une jeune, Assetou Diarra.
Pour les joueuses marquées nées les 1er janvier, seules les années de naissance sont correctes.

### Saison 2016-2017
Minna Sten est recrutée en novembre 2016 à la suite de la rupture des ligaments croisés de Milena Marjanovic, la rendant forfait pour le reste de la saison. Mélanie Devaux est le joker médical de Magali Mendy.

### Saison 2017-2018
C'est un groupe remodelé à près de 50% qui entame la saison 2017-2018. Six des joueuses qui ont hissé le club en finale du championnat la saison précédente sont parties. Benoît Marty, qui attaque sa troisième campagne à la tête de cette équipe, reconstruit autour des quelques piliers de la maison chartraine, à l'image de l'Américaine Tiffany Clarke, de l'arrière Swanne Gauthier ou de la jeune ailière Mathilde Combes. Pour compenser les départs, le technicien chartrain est allé chercher une joueuse au "CV Ligue féminine", l'arrière Touty Gandega (Basket Landes), ainsi qu'une intérieure polyvalente rompue à la L2, Alice Nayo (Toulouse). Fidèle à ses habitudes, Marty a aussi parié sur la jeunesse. Il a recruté Axelle Rousseau (Basket Landes), une intérieure de 20 ans estampillée équipe de France. La dernière recrue était déjà au club : la pivot serbe Milena Marjanovic, qui vient de passer une saison à l'infirmerie pour soigner une rupture des ligaments croisés.
Début janvier 2018, Réjane Vérin renforce l'équipe, plombé par de nombreuses blessures.

### Saison 2018-2019
L'équipe perd une joueuse cadre en cours de saison, Mathilde Combes (rupture ligaments croisés du genou). L’ailière est remplacée par Catherine Mosengo-Masa fin février 2019.

### Saison 2019-2020
Deux joueuses du C'Chartres Basket Féminin, encore sous contrat, la meneuse Elise Marié, et l'intérieure Emily Prugnières font encore partie de l’effectif pour la saison 2019-2020. Deux autres, l'arrière Joelly Belleka et l'intérieure Kekelly Elenga, restent aussi chartraines. En revanche, sept autres quittent le CCBF et sont remplacées. Deux joueuses de l'INSEP sont recrutées, vice-championnes du monde U17 en 2018 : Yohana Ewodo et Camille Hillotte.

### Effectif 2021-2022
Pour sa huitième saison à la tête du CCBF, Benoit Marty, et son assistante Marie-Julie Levant, changent la quasi-intégralité de leur effectif, avec sept recrues.

### Effectif 2023-2024
Pour la saison 2023-2024, le secteur intérieur est densifié par l'arrivée de trois joueuses, dont l'ancienne chartraine Nahan Niaré et la Nigérienne Uju Ogoka, venue d'Allemagne. Clarisse Legrand consolide le poste d'ailière et la jeune Helena Delaruelle complète la rotation comme meneuse de jeu.